# Ghiacciaio Nadjakov
Il ghiacciaio Nadjakov (in inglese Nadjakov Glacier) è un ghiacciaio lungo 5,5 km e largo 2, situato sulla costa di Danco, nella parte occidentale della Terra di Graham, in Antartide. Il ghiacciaio si trova in particolare sulla penisola Arctowski, a est del ghiacciaio Wheatstone, da dove fluisce verso nord nord-ovest fino ad entrare nella cala di Beaupré, a est del picco Stolze.

## Storia
Il ghiacciaio Nadjakov è stato così battezzato dalla Commissione bulgara per i toponimi antartici in onore del fisico bulgaro Georgi Nadjakov (1897—1981) che scoprì l'effetto fotoelettretico, essenziale per i moderni processi di fotocopiaggio.